# Yasmin Finney
Yasmin Finney (Mánchester, Reino Unido, 30 de agosto de 2003) es una actriz británica conocida por su papel como Elle Argent en la serie de Netflix Heartstopper, por la que fue nominada a un premio Children's and Family Emmy Award por Mejor Actuación de Reparto.

## Biografía
Finney nació el 30 de agosto de 2003, de madre jamaicana y padre inglés de ascendencia irlandesa e italiana. Ella y su hermana fueron criadas en Mánchester por su madre soltera. Participó en una serie de producciones teatrales locales mientras crecía, entre estas en el Sackville Theatre de la Universidad de Mánchester, el Royal Exchange Theatre y el Aylesbury Waterside Theatre. Estudió artes escénicas en la universidad. Antes de abrirse paso como actriz, inicialmente obtuvo seguidores a través de sus videos de TikTok sobre sus experiencias como una mujer trans, adolescente, británica y negra.

## Carrera
A la edad de 17 años en abril de 2021, Finney fue elegida como Kelsa en la película de Billy Porter Todo es posible y Elle Argent en la serie de Netflix Heartstopper, la última de las cuales se estrenó en 2022. Tuvo que renunciar a su papel en Todo es posible debido a las restricciones de viaje de COVID-19 que afectaron su capacidad para obtener una visa de trabajo de los Estados Unidos, lo que la llevó a ser reemplazada por Eva Reign. Apareció en la segunda lista anual de 20 menores de 20 de GLAAD.
El 16 de mayo de 2022, se anunció que Finney se uniría al elenco de Doctor Who como un personaje llamado Rose para el 60 aniversario en 2023. Al igual que Finney, Rose será transgénero. En agosto de 2022, se anunció que Finney protagonizaría el próximo cortometraje Mars como el personaje Charlie Acaster. La película se estrenó en octubre del mismo año en el Festival de Cine de Londres.

## Filmografía

### Cine
| Año  | Título         | Papel           | Notas                |
| ---- | -------------- | --------------- | -------------------- |
| 2022 | Mars           | Charlie Acaster | Cortometraje         |
| 2025 | Hello Stranger | Sasha           | Película interactiva |
| 2025 | LifeHack       | Alex            | [ 17 ]               |

### Televisión
| Año           | Título                | Papel       | Notas                                      |
| ------------- | --------------------- | ----------- | ------------------------------------------ |
| 2022-presente | Heartstopper          | Elle Argent | Protagonista                               |
| 2023          | RuPaul's Drag Race UK | Ella misma  | Jueza invitada, episodio "Purr-fect Looks" |
| 2023-presente | Doctor Who            | Rose Noble  | En producción                              |

### Teatro
| Producción    | Papel     | Ubicación                                   |
| ------------- | --------- | ------------------------------------------- |
| Page to Stage | Rose      | Royal Exchange, Mánchester                  |
| Tie           | París     | Teatro Sackville, Universidad de Mánchester |
| Antígona      | Ismene    | Waterside, Sale                             |
| Port          | Christine | Teatro Sackville, Universidad de Mánchester |
| DNA           | Leah      | Teatro Sackville, Universidad de Mánchester |

## Premios y nominaciones
| Premio                            | Año  | Trabajo nominado | Categoría                  | Resultado | Ref.          |
| --------------------------------- | ---- | ---------------- | -------------------------- | --------- | ------------- |
| Children's and Family Emmy Awards | 2022 | Heartstopper     | Mejor actuación de reparto | Nominada  | [ 21 ]        |
| Gay Times Honours                 | 2022 | Heartstopper     | Pionera en pantalla        | Ganadora  | [ 22 ]        |
| Soho House Awards                 | 2022 | Heartstopper     | Actriz revelación          | Ganadora  | [ 23 ] [ 24 ] |
| Rose d'Or Awards                  | 2022 | Heartstopper     | Talento emergente          | Ganadora  | [ 25 ]        |
| Queerty Awards                    | 2023 | Ella misma       | Badass                     | Nominada  | [ 26 ]        |